# Milton Maygua
Milton Rubén Maygua Rios (Tupiza, 18 de septiembre de 1965) es un exfutbolista y actual entrenador boliviano. Actualmente dirige a Unión Tarija de la Asociación Tarijeña de Fútbol.
Como jugador se desempeñó como centrocampista. Es padre del jugador Leandro Maygua.

## Clubes

### Como jugador
| Club                    | País      | Año         |
| ----------------------- | --------- | ----------- |
| Chaco Petrolero         | Bolivia   | 1984 - 1988 |
| Always Ready            | Bolivia   | 1991 - 1992 |
| Atlético Guyaya         | Argentina | 1995        |
| Chaco Petrolero         | Bolivia   | 1995 - 1996 |
| Petrolero de Cochabamba | Bolivia   | 1997        |
| Oriente Petrolero       | Bolivia   | 1998        |
| Unión Central           | Bolivia   | 1998 - 2002 |

### Como entrenador
| Club                | País    | Año               |
| ------------------- | ------- | ----------------- |
| Royal Obrero        | Bolivia | 2005              |
| Unión Central       | Bolivia | 2010              |
| García Agreda       | Bolivia | 2011 - 2012       |
| Petrolero del Chaco | Bolivia | 2013 - 2014       |
| Ciclón              | Bolivia | 2014              |
| Atlético Bermejo    | Bolivia | 2015              |
| Petrolero del Chaco | Bolivia | 2016              |
| Ciclón              | Bolivia | 2016              |
| Real Potosí         | Bolivia | 2018              |
| Ciclón              | Bolivia | 2021 - Actualidad |

## Palmarés

### Como entrenador
Títulos regionales
| Título            | Club   | País    | Año  |
| ----------------- | ------ | ------- | ---- |
| Primera "A" (ATF) | Ciclón | Bolivia | 2021 |